# M&M's

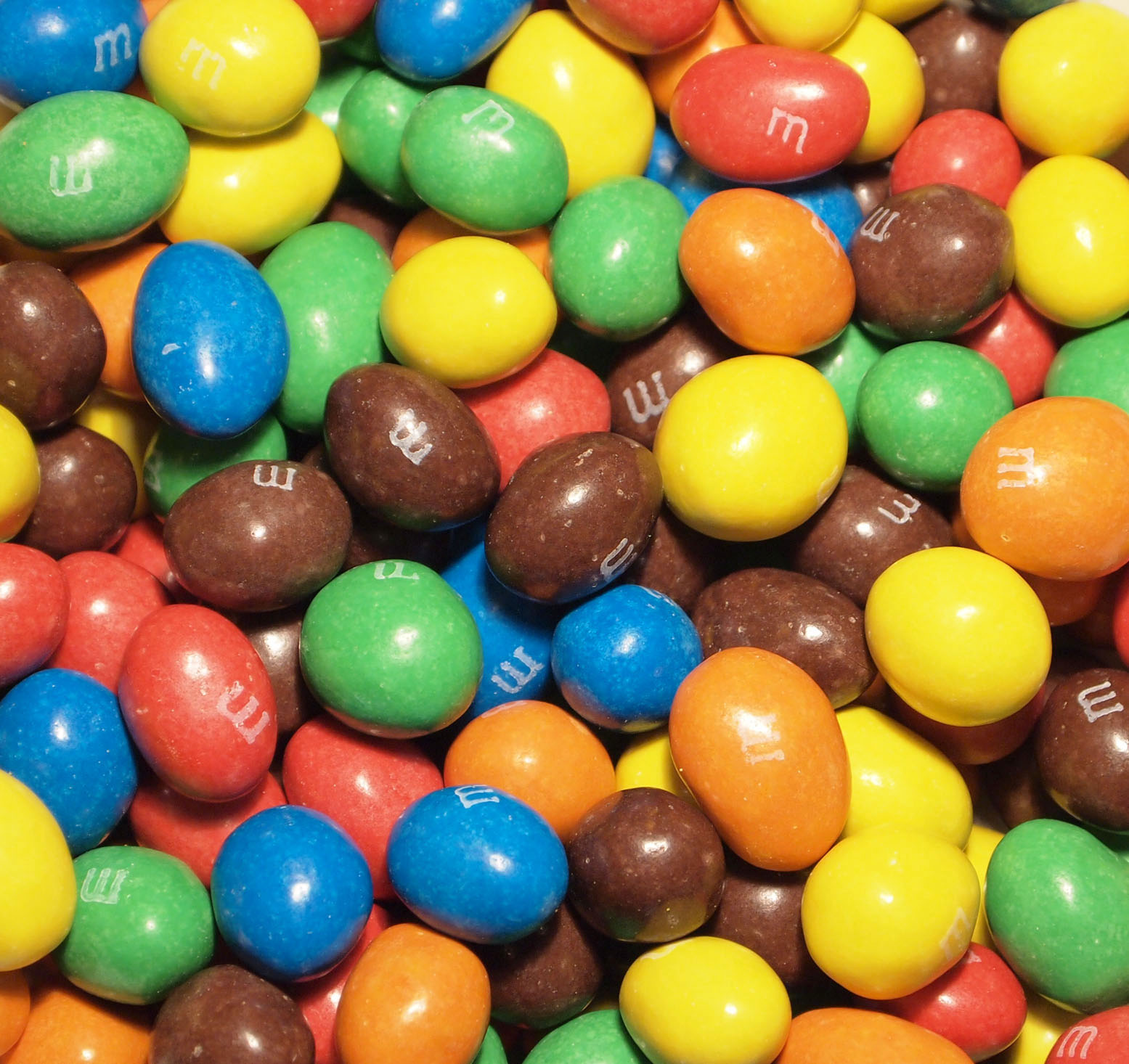
M&M's pinda

M&M's zijn snoepjes van Amerikaanse oorsprong met een gekleurde buitenlaag waarop de (kleine) letter "m" is aangebracht. In Nederland worden M&M's in zes varianten op de markt gebracht: een versie bestaande uit pinda's in melkchocolade, met daaromheen een krokant gekleurd suikerlaagje, een versie zonder pinda's, een versie met extra veel cacao, een versie met gepofte rijst, een versie met brownie en een versie salted caramel. "M&M's" staat voor "Mars & Murrie's", genoemd naar de uitvinders van M&M's: Forrest Mars en Bruce Murrie.
De snoepjes kwamen in Nederland in begin jaren 60 als Treets (met pinda's) en Bonitos (zonder pinda's) op de markt, maar in 1983 werden deze namen gewijzigd in respectievelijk 'M&M's Pinda' en 'M&M's Choco'. Elke M&M is afzonderlijk bedrukt met een kleine letter 'm'. Hiervoor wordt een voor de gezondheid onschadelijke inkt gebruikt. De m is een geregistreerd vormmerk en mag dus alleen door M&M's op zijn producten gedrukt worden. M&M's wordt geproduceerd door Mars Inc. in Haguenau.

## Geschiedenis
De M&M's kennen hun oorsprong uit de Tweede Wereldoorlog. Amerika wilde namelijk hun soldaten wat lekkers meegeven voor tijdens de oorlog, maar het probleem was dat chocolade snel smelt bij hoge temperaturen. Dus deden ze over de chocola een suikerlaagje en de M&M was geboren. De eerste M&M's waren bruin, in 1960 werden hier rood, groen en geel aan toegevoegd en nog later violet (de pindavariant werd niet in violet gemaakt). In 1949 werd violet vervangen door chartreuse, een kleur die het midden houdt tussen groen en geel en vernoemd is naar de Franse gelijknamige likeur. 
Rood verdween in 1976, omdat er gevreesd werd dat er gezondheidsrisico's kleefden aan een in het algemeen voor de kleur rood gebruikte kleurstof, het werd vervangen door oranje. Hoewel M&M's deze rode kleurstof niet gebruikte, werd rood toch uit de handel genomen, om imagoschade te voorkomen. In 1987, toen de bezorgdheid was weggeëbd, werd rood geherintroduceerd. In 1996 maakte de blauwe M&M zijn opwachting. Anno 2015 worden M&M's geproduceerd in de kleuren rood, geel, blauw, bruin, oranje en groen. 
Voor het Wereldkampioenschap voetbal 2018 werden er voor elk land dat gekwalificeerd was speciale verpakkingen geproduceerd. In België zaten dus in deze speciale verpakkingen enkel zwarte, gele en rode M&M's.

## Varianten en ingrediënten
De meest verkochte M&M's-variant is de pinda met een laagje melkchocolade onder de gekleurde suikerlaag. In de Verenigde Staten en sommige andere landen bestaan er ook nog een aantal andere varianten: karamel, pretzels, kokosnoot, toffee, crispy, amandel, pindakaas, mint, witte chocolade (met en zonder pinda's) en pure chocolade. In speciale Amerikaanse winkels zijn nog andere kleuren en andere vullingen verkrijgbaar. Naast chocolade, suiker en de eventuele pinda bevatten M&M's cacaomassa, botervet, lactose, zetmeel, glucosesiroop, Arabische gom en diverse kleur- en smaakstoffen.

## Promotie
De eerste (Amerikaanse) slogan van M&M's luidde: The Chocolate Treat that's Neat to Eat!
De slogan smelt in de mond, niet in je hand werd gebruikt ter introductie in de Lage Landen. Later zijn in reclamecampagnes M&M's gepersonificeerd door twee pratende snoepjes: de slimme, ietwat bijdehante 'Red', een rode ronde variant zonder pinda, en de wat minder snuggere 'Yellow', een gele ovale M&M met pinda. In Amerika werd Red al in 1953 geïntroduceerd. Andere M&M's zijn Miss Brown, Blue, Miss Green en Orange.

## Trivia

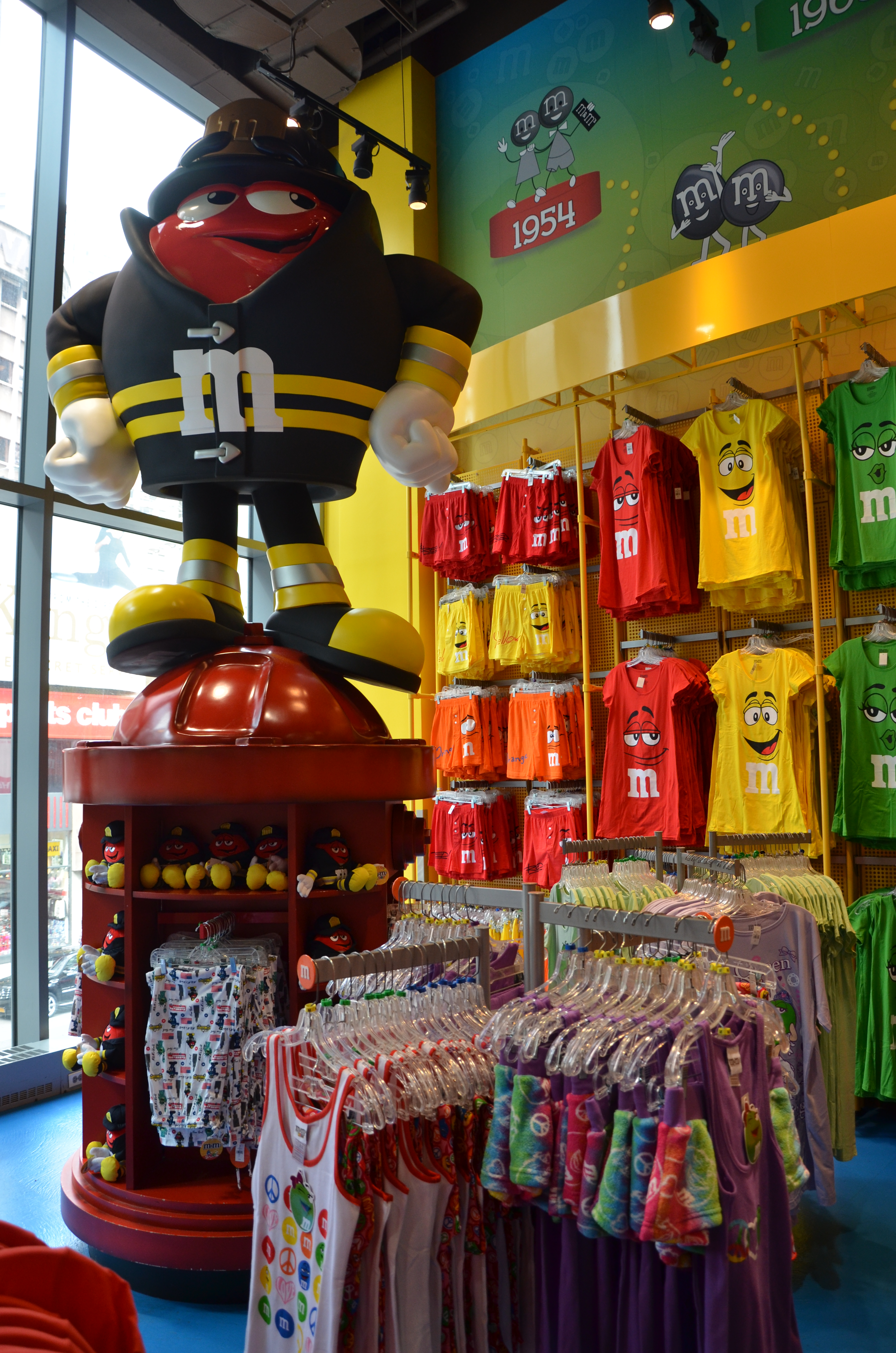
M&M's Store in New York.

- In de film The Wedding Planner eet Jennifer Lopez enkel de bruine M&M's. Volgens haar zitten daar namelijk minder kleurstoffen in, omdat chocolade al bruin van zichzelf is.
- In zowel de Amerikaanse steden New York, Las Vegas en Orlando als in de Britse hoofdstad Londen zijn speciale winkels, genaamd M&M's World, waar gebruiksartikelen worden verkocht die allemaal met het M&M-logo bedrukt zijn.
- In een zak M&M's zijn er niet evenveel M&M's van elke kleur. In een zak normale M&M's is 20% bruin, 15% rood, 20% geel, 10% oranje, 20% groen, 15% blauw. In een zak met pinda M&M's bedragen de percentages van bruin, rood, geel en blauw 20% en van groen en oranje 10%.
- De rockband Van Halen heeft een tijdlang in hun concertcontract opgenomen dat ze M&M's backstage wilden, maar geen bruine exemplaren, anders ging de show niet door.[2]